# Guatteria tenera
Guatteria tenera este o specie de plante angiosperme din genul Guatteria, familia Annonaceae, descrisă de Robert Elias Fries. Conform Catalogue of Life specia Guatteria tenera nu are subspecii cunoscute.